# Gabriel Quijandría
Gabriel Quijandría Acosta (Lima, 16 de abril de 1969) es un sociólogo peruano que desde agosto de 2021 ocupa el cargo de Director Regional para Sudamérica de la Unión Internacional para la Conservación de la Naturaleza (UICN).
Entre el 18 de noviembre de 2020 y el 27 de julio de 2021 se desempeñó en el cargo de Ministro del Ambiente del Perú durante el Gobierno de Francisco Sagasti.

## Biografía
Hijo del exministro Jaime Quijandría Salmón y Laura Aída Acosta Velasco.
Posee un Máster en Administración de Recursos Naturales por INCAE Business School de Costa Rica y una Licenciatura en Sociología por la Universidad de la República en Montevideo, Uruguay. También ha desarrollado estudios en el Programa de Cambio Climático y Desarrollo del Harvard Institute for International Development de la Universidad de Harvard.
En diciembre de 2011 fue designado Viceministro de Desarrollo Estratégico de los Recursos Naturales por el presidente Ollanta Humala, cargo que desempeñó hasta agosto de 2016.
Ha sido Copresidente de la Junta Directiva del Fondo Verde para el Clima, consultor de la Unidad de Energía Sostenible y Cambio Climático del Banco Interamericano de Desarrollo (BID) y Representante en Perú de The Nature Conservancy (TNC).
También ha desarrollado actividades como Especialista Ambiental en la Secretaría Ejecutiva del Consejo Nacional del Ambiente y Director Técnico del proyecto “Gestión del Sistema de las Cuencas Tambopata-Inambari y Conservación Ambiental para el Desarrollo Alternativo Sostenible en la Selva Alta y el Área Meridional de la Zona Reservada Tambopata-Candamo".
En marzo de 2019 fue designado nuevamente Viceministro de Desarrollo Estratégico de los Recursos Naturales por el presidente Martín Vizcarra.
En noviembre de 2020 fue nombrado Ministro del Ambiente del Perú por el presidente Francisco Sagasti.